# Lac Simon (rivière Villebon)
Pour les articles homonymes, voir Simon et Lac-Simon.
Le lac Simon est un plan d'eau douce du canton de Vauquelin dans la ville de Val-d'Or, dans la municipalité régionale de comté (MRC) La Vallée-de-l'Or, dans la région administrative de Abitibi-Témiscamingue, dans la province de Québec, au Canada. Le lac est aussi appelé Cîcîp Sagahigan («lac au canard») par les Anichinabés de la région.
Hormis la zone de la « réserve indienne du Lac Simon », le lac Simon est situé en zone forestière. La foresterie constitue la principale activité économique du secteur ; les activités récréotouristiques arrivent en second. Sa surface du lac est généralement gelée du début de la mi-décembre à la mi-avril.
La route 117 passe du côté Ouest du lac dans le sens Nord-Sud, à une distance 1 km, mesuré au Sud du lac.

## Géographie
Ce lac couvre ha et sa surface est à une altitude de 313 m. L’embouchure de ce lac est localisé à :
- 2,8 km au Sud de sa confluence avec la rivière Louvicourt (lac Endormi) ;
- 3,2 km à l’Est du pont de Louvicourt qui enjambe le Lac Endormi ;
- 33,5 km à l’Est de Val-d'Or ;
- 36,3 km au Sud de Senneterre (ville) ;
- Nord-Est de la réserve de biodiversité projetée du Lac Sabourin.

Le lac Simon s’alimente du côté Sud par les rivière Saint-Félix et rivière Villebon (laquelle draine le lac Villebon ; et du côté Est par la rivière Marquis (laquelle draine le lac Guéguen. Le courant traverse le lac vers le Nord où se situe l’embouchure, à la limite de la Réserve indienne du Lac-Simon.
Les principaux bassins versants voisins du lac Simon sont :
- côté Nord : rivière Villebon, rivière Louvicourt ;
- côté Est : lac Guéguen, lac Matchi-Manitou, rivière Marquis ;
- côté Sud : lac Villebon, Grand lac Victoria ;
- côté Ouest : lac Sabourin, rivière Louvicourt, rivière Marrias (rivière des Outaouais).

## Toponymie
Cette hydronyme évoque le nom d’un chef de bande des Algonquins du Grand lac Victoria au début du XXe siècle. Les rapports de 1895 de l'explorateur Henry O'Sullivan signale que ce lac porte le nom d'un de ses guides amérindiens, Simon Papaté, fils du grand chef des Ottawas et l'un des meilleurs canotiers qu'il ait connu. Le Bulletin des Recherches Historiques, volume XVIII, mai 1912, page 140, publie : « SIMON, lac. - Dans le canton Louvicourt (sic). Simon est le nom du chef actuel de la tribu des Algonquins dans la région du grand lac Victoria. ».
Le toponyme "lac Simon" a été officialisé le 5 décembre 1968 par la Commission de toponymie du Québec, soit lors de sa création.